# Kolej parkowa w Ostrowie Wielkopolskim
Kolej parkowa w Ostrowie Wielkopolskim – kolej parkowa w Parku Kultury i Wypoczynku Piaski-Szczygliczka w Ostrowie Wielkopolskim, otwarta w roku 1979.
Kolej kursuje po torze o rozstawie 600 mm, na trasie długości 1600 m, obecnie nieregularnie lecz w planach jest jej remont i ponowne uruchomienie. Ma cztery przystanki: jeden na zachodnim skraju dzielnicy Wenecja i trzy na terenie Nowego Stawu. Linia ma kształt pętli okalającej zachodnią część zbiornika Piaski-Szczygliczka. Tabor stanowią lokomotywy Wls40-338 z 1955r., która została odnowiona w latach 2016/2017, oraz odstawiona Wls50-1895 z 1967 roku (do 2005 roku). Opiekę nad koleją sprawują: właściciel – Miejski Zakład Zieleni w Ostrowie oraz Ostrowskie Stowarzyszenie Miłośników Kolei i Kolejnictwa i Klub Miłośników Kolei.

## Historia
Kolej powstała na bazie zbudowanej w 1976 roku kolei gospodarczej służącej do przewozu piasku z budowanego zalewu Piaski-Szczygliczka. Po zbudowaniu zalewu postanowiono pozostawić kolejkę jako atrakcję. Uruchomiona została na Dzień Dziecka 1 czerwca 1979 roku na trasie długości 1,2 km, następnie wydłużonej do 1,6 km. Początkowo tabor składał się z jednej lokomotywy WLs40 i jednego wagonu letniego. Po przerwie kursowanie kolei wznowiono w 1999 roku, lecz następnie zawieszono w 2004 roku.